# Wolfgang Winkler
Pour les articles homonymes, voir Winkler.
Wolfgang Winkler, né le 27 octobre 1940 à Tegernsee et mort le 11 mai 2001 à  Rottach-Egern, est un lugeur ouest-allemand.

## Carrière
Aux Jeux olympiques d'hiver de 1968 organisés à Grenoble en France, Wolfgang Winkler remporte la médaille de bronze de luge en double avec Fritz Nachmann et prend la onzième place en simple. Quatre ans plus tard, il finit quinzième des Jeux de Sapporo en simple.